# Nguni (popolo)

Quattro moderni gruppi etnici che fanno risalire le loro radici agli Nguni:In alto a sinistra, Xhosa; In alto a destra, Ndebele; In basso a sinistra, Zulu; In basso a destra, Swazi.

Gli Nguni sono un popolo dell'Africa del Sud, nel quale si possono individuare costumi differenti in quattro gruppi principali: gli Zulu, gli Xhosa, gli Swazi e gli Ndebele.
La loro organizzazione sociale era abbastanza semplice. Praticavano l'allevamento di buoi, che costituivano la loro grande ricchezza. I lavori agricoli erano riservati alle donne. 
Non vanno confusi con gli Ngoni, un popolo correlato ma distinto dagli Nguni e stanziato più a nord, principalmente in Zambia e Malawi.

## Storia

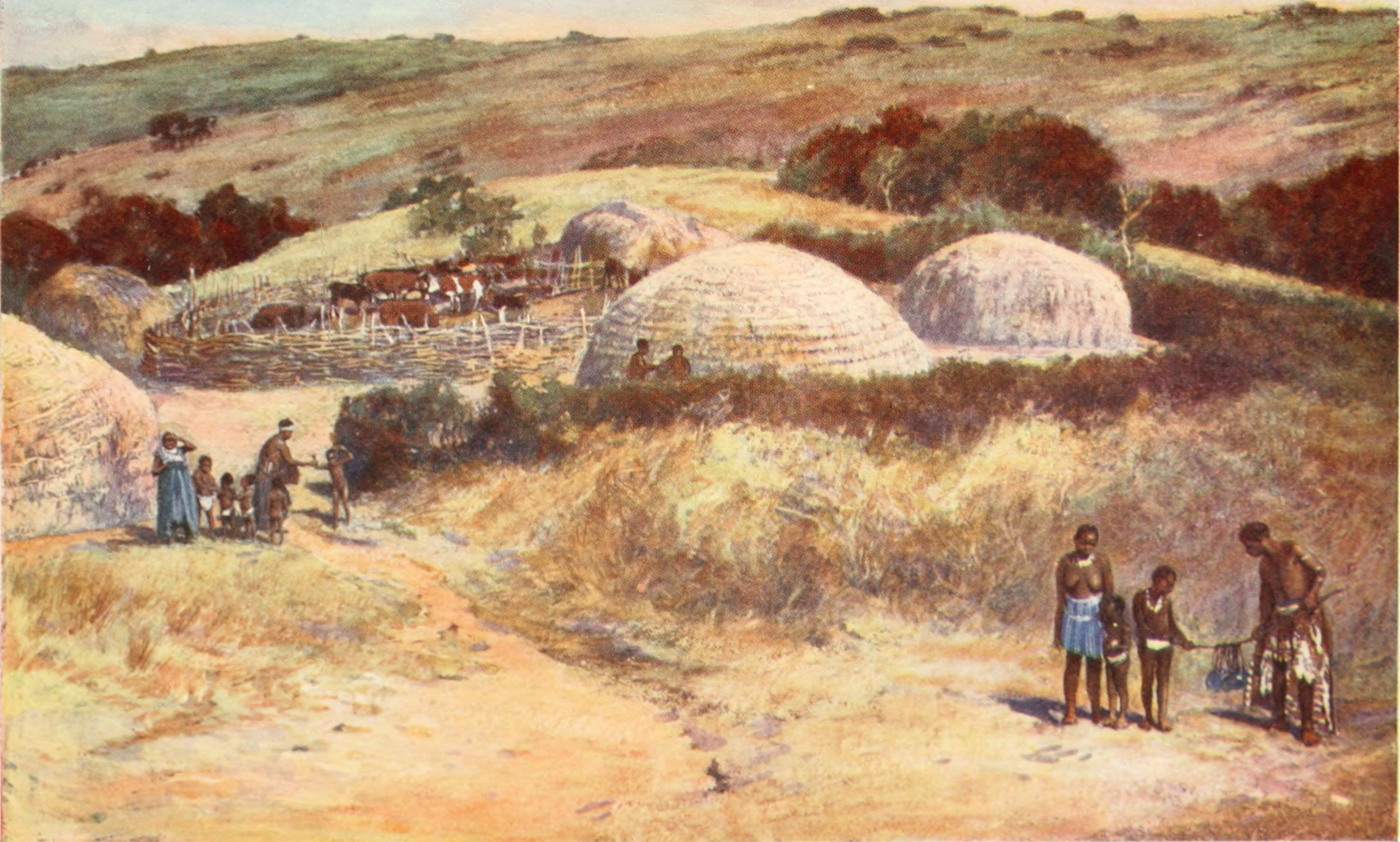
Una fattoria tradizionale Nguni da un villaggio Xhosa in Sud Africa, c. 1900

Nel Settecento iniziarono diversi movimenti di popolazione. Poiché la densità era elevata, i vari gruppi si scontrarono fra loro e scoppiarono diverse guerre. Questo fenomeno, in lingua zulu si chiama Mfecane, cioè turbine, confusione. Alla forte pressione demografica si aggiungeva la nuova presenza dei coloni boeri provenienti dai Paesi Bassi, che cercavano in queste terre una nuova patria per fuggire alle persecuzioni religiose. Mentre i Boeri premevano a sud, al nord i commercianti portoghesi, dal territorio dell'attuale Mozambico, conducevano i loro traffici di oro, avorio e schiavi. La presenza dei Boeri riduceva la disponibilità di terre per il pascolo e costringeva alcuni gruppi di popolazione a spostarsi sulle terre di altri.
Alla fine del Settecento, Shobuza I, re degli Swazi, intraprese un'opera di unificazione e fondò il regno che prosegue ancora oggi nell'attuale eSwatini.
Dinginswayo, capo dei Mtetwa, tentò la stessa impresa agli inizi dell'800. Shaka, zulu, fu chiamato da questi al comando di un reggimento del proprio esercito. Con Shaka i Mtetwa furono la prima potenza militare fra gli Ngoni dell'Est. Quando morì Dinginswayo, Shaka fu acclamato re.
In undici anni, il territorio zulu passò da meno di 300 km2 a oltre 30.000. Aveva dato una risposta ai problemi demografici dello Mfecane, riducendo le nascite con il sistema del celibato obbligatorio e allargando il territorio a disposizione della sua tribù con la guerra. La lingua zulu fu imposta fra tutti i dialetti nguni. Era la base per fondare una nazione, ma Shaka non ebbe eredi e gli oppositori lo assassinarono nel 1828.
Tutti gli Nguni che non accettavano di stare sotto la sua organizzazione furono dispersi, mentre gli Olandesi boeri figli del Groot Trek furono accolti nelle terre occupate dagli Zulu. Questo però si rivelò un errore poiché, dopo una sconfitta leggendaria, l'impero Zulu crollò.